# Giacinto Pullino
Giacinto Pullino (Castellamonte, 24 gennaio 1837 – Baldissero Canavese, 16 agosto 1898) è stato un ingegnere navale italiano, costruttore del Genio navale.
Laureatosi a Torino nel 1858, entrò come allievo ingegnere nel regio corpo del Genio navale. Promosso sottoingengnere di III classe nel 1862, l'anno successivo fu imbarcato sulla regia nave di I rango a elica, la pirofregata Carlo Alberto. Promosso sottoingegnere di II classe nel 1864 fu professore ai corsi degli allievi ingegneri nella Scuola d'applicazione di Castellammare di Stabia. 
Dal 1873 al 1880 fu sottodirettore alle costruzioni navali dei cantiere navale di Castellammare di Stabia. 
Nel 1881, ormai da 5 anni ingegnere di I classe, venne promosso direttore del Genio navale e fu posto a capo dell'Ufficio tecnico di Livorno, poi dal 1883 al 1889 direttore delle costruzioni navali dell'Arsenale della regia marina di La Spezia. 
Nominato nel 1889 Ispettore del Genio navale, fu membro del Consiglio superiore della marina e del Comitato per i disegni di navi.
Fu il progettista del primo sommergibile italiano, il Delfino da 102 tonnellate varato nel 1895 e che rimase in servizio fino al 1918. 
Fu deputato alla Camera per il collegio di Cuorgnè (Torino) nella XVIII legislatura.